# Hirundo rustica
A andorinha-das-chaminés (Hirundo rustica), também conhecida no Brasil como andorinha-de-bando ou andorinha-de-pescoço-vermelho, é uma pequena ave migratória pertencente à família das andorinhas (Hirundinidae). É a espécie de andorinha mais amplamente distribuída no mundo, podendo ser encontrada na Europa, África, Ásia,  Américas e norte da Australásia. É a única espécie do género Hirundo cuja área de distribuição geográfica inclui as Américas, com a maioria das espécies desse género sendo nativas de África.
Alimenta-se exclusivamente de insetos, que captura em pleno voo, pelo que migra para climas com abundância de insetos voadores. Ambos os sexos possuem a parte superior da cabeça e do corpo azuladas, uma cauda comprida profundamente bifurcada e asas curvadas e pontiagudas. Pode ser encontrada tanto em campo aberto como em aldeias e vilas. Constrói ninhos fechados em forma de taça com lama e palha em celeiros, estábulos ou outros locais semelhantes, por vezes em colónias. Existem seis subespécies de andorinha-das-chaminés geralmente aceites. Quatro destas são migratórias, nidificando no hemisfério norte e invernando no hemisfério sul, chegando a ser avistadas tão ao sul como a Argentina central, a província do Cabo na África do Sul e o norte da Austrália. Apesar de poderem ocorrer flutuações locais nas populações devido a ameaças específicas, como a construção de um novo aeroporto internacional perto de Durban, possui uma grande área de distribuição geográfica e uma grande população global, pelo que não se considera que se encontre globalmente ameaçada.
A sua proximidade ao homem é de forma geral tolerada devido aos seus hábitos insetívoros; esta convivência foi reforçada no passado por superstições acerca da ave e do seu ninho. Existem numerosas referências literárias, culturais e religiosas à andorinha-das-chaminés, derivadas da sua presença junto do homem e da sua conspícua migração anual. A andorinha-das-chaminés é a ave nacional da Estónia.

## Taxonomia
A andorinha-das-chaminés foi descrita em 1758 pelo zoólogo sueco Carolus Linnaeus no seu livro Systema Naturae como Hirundo rustica, caracterizada como H. rectricibus, exceptis duabus intermediis, macula alba notatîs. O nome genérico, Hirundo, é uma palavra em latim, que significa 'andorinha', enquanto o nome específico, rustica, significa 'do campo'. No norte da Europa é normalmente conhecida como a andorinha, apesar do termo se referir de forma mais abrangente a diversos membros da família Hirundinidae.
Existem poucos problemas taxonómicos dentro do género, mas no passado a Hirundo lucida - residente na África Ocidental, bacia do Congo e Etiópia - era considerada uma subespécie da andorinha-das-chaminés. No entanto, a Hirundo lucida é ligeiramente menor, tem uma banda peitoral mais estreita, os adultos têm guias caudais mais curtas e em voo aparenta ter a parte inferior do corpo mais clara.

## Características

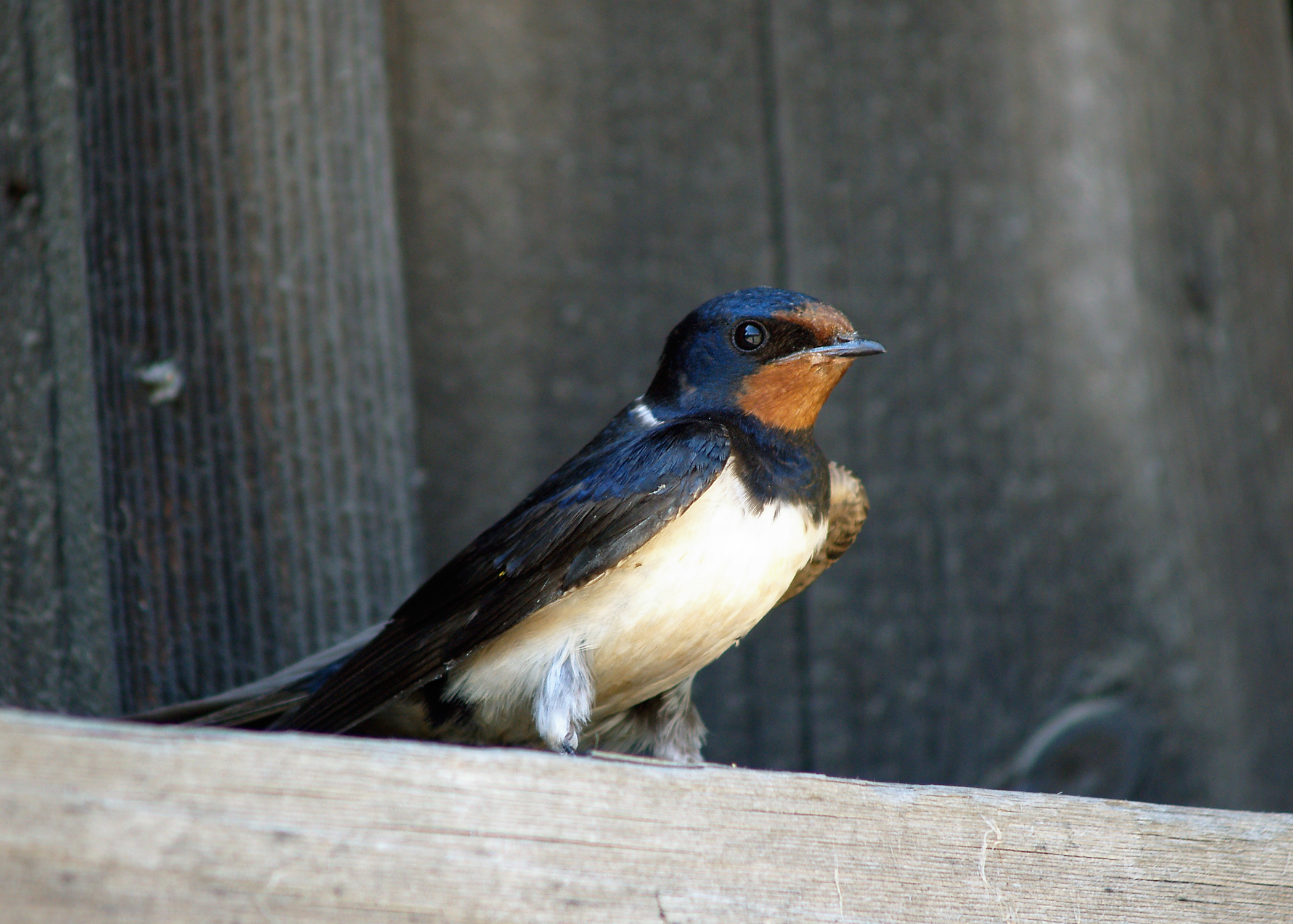
H. r. rustica, Alemanha.

O macho adulto da subespécie nominal H. r. rustica tem 17–19 cm de comprimento, uma envergadura de 32–34 cm e um peso de 16-22 g. Possui dorso e costas azuis escuras metálicas, testa, queixo e garganta ruivas, e uma grande banda peitoral azul escura separando a garganta da barriga esbranquiçada. A cauda é profundamente bifurcada e as guias caudais muito longas, com um comprimento de 2–7 cm. Em voo, a cauda mostra uma fila de pintas brancas ao longo do bordo exterior da sua parte superior. Tem olhos pretos, patas curtas de cor preta cobertas com uma penugem branca e um bico pequeno, fino e preto. A fêmea é semelhante ao macho, mas as guias caudais são mais curtas, o azul da parte superior do corpo e da banda peitoral não é tão brilhante e a barriga é mais pálida. Os juvenis são mais acastanhados e pálidos, e não possuem as longas guias caudais dos adultos.
A combinação da face ruiva com a banda peitoral azul distinguem a andorinha-das-chaminés das outras espécies africanas do género Hirundo, e da Hirundo neoxena na Australásia. Em África, os juvenis podem ser confundidos com os juvenis de Hirundo lucida devido ausência das longas guias caudais dos adultos, mas esta última possui uma banda peitoral mais estreita e mais branco na cauda.

O canto do macho é um chilreio alegre, frequentemente terminando com su-seer, com a segunda nota mais alta do que a primeira mas caindo em tom. Os chamamentos incluem repetitivos witt ou witt-witt e um splee-plink alto quando excitado. As vocalizações de alarme incluem um siflitt agudo para predadores como gatos e um flitt-flitt para aves de rapina como os falcões. Esta espécie não é muito ruidosa nos locais onde inverna.

### Subespécies

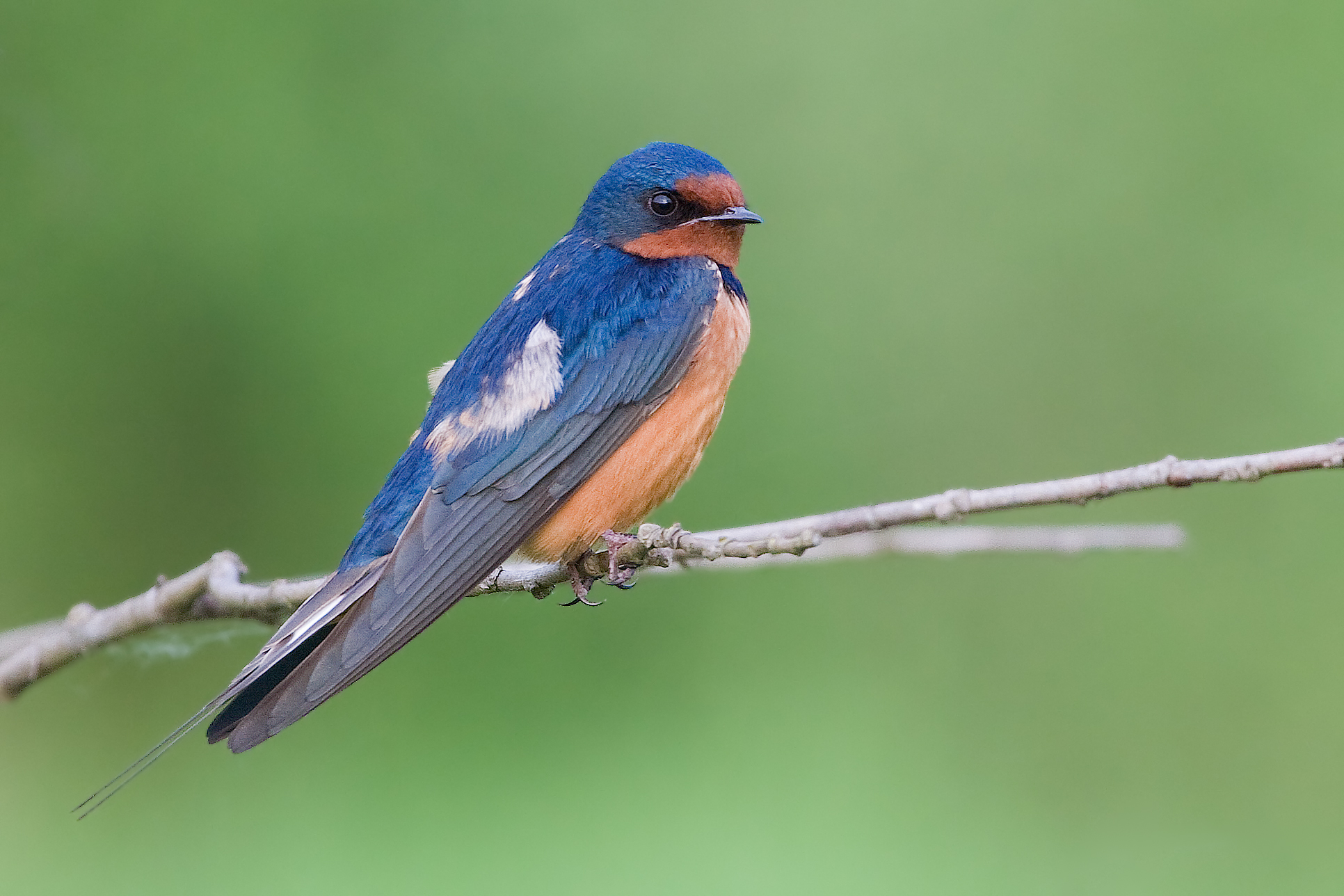
H. r. erythrogaster, Washington, Estados Unidos.

Existem seis subespécies de andorinha-das-chaminés geralmente aceites. Na Ásia Oriental, foram propostas várias formas adicionais ou alternativas, incluindo H. r. saturata por Robert Ridgway em 1883, H. r. kamtschatica por Benedykt Dybowski em 1883, H. r. mandschurica por Wilhelm Meise em 1934 e H. r. ambigua por Erwin Stresemann. Dadas as incertezas sobre a validade destas formas, este artigo segue o tratamento de Turner e Rose.
- H. r. rustica, a subespécie nominal, reproduz-se na Europa e no Sudoeste Asiático, chegando até ao Círculo Polar Ártico a norte, ao Norte de África, Médio Oriente e Siquim a sul, e ao rio Ienissei a oriente; e inverna na África subsariana, na Arábia e no subcontinente indiano.[2] As aves que invernam no sul da África provêm da Eurásia até à longitude 91ºE,[24] e há registos de indivíduos que percorreram até 11 660 km durante a sua migração anual.[25]
- H. r. erythrogaster, a subespécie americana, descrita por Pieter Boddaert em 1783,[20] difere da subespécie nominal pelo facto de possuir a barriga avermelhada e pela banda peitoral negra, mais estreita e por vezes incompleta. Reproduz-se por toda a América do Norte, do Alasca ao sul do México, migrando para as Pequenas Antilhas, Costa Rica, Panamá e América do Sul durante o inverno.[19] Algumas aves podem invernar no sul da área geográfica de reprodução.

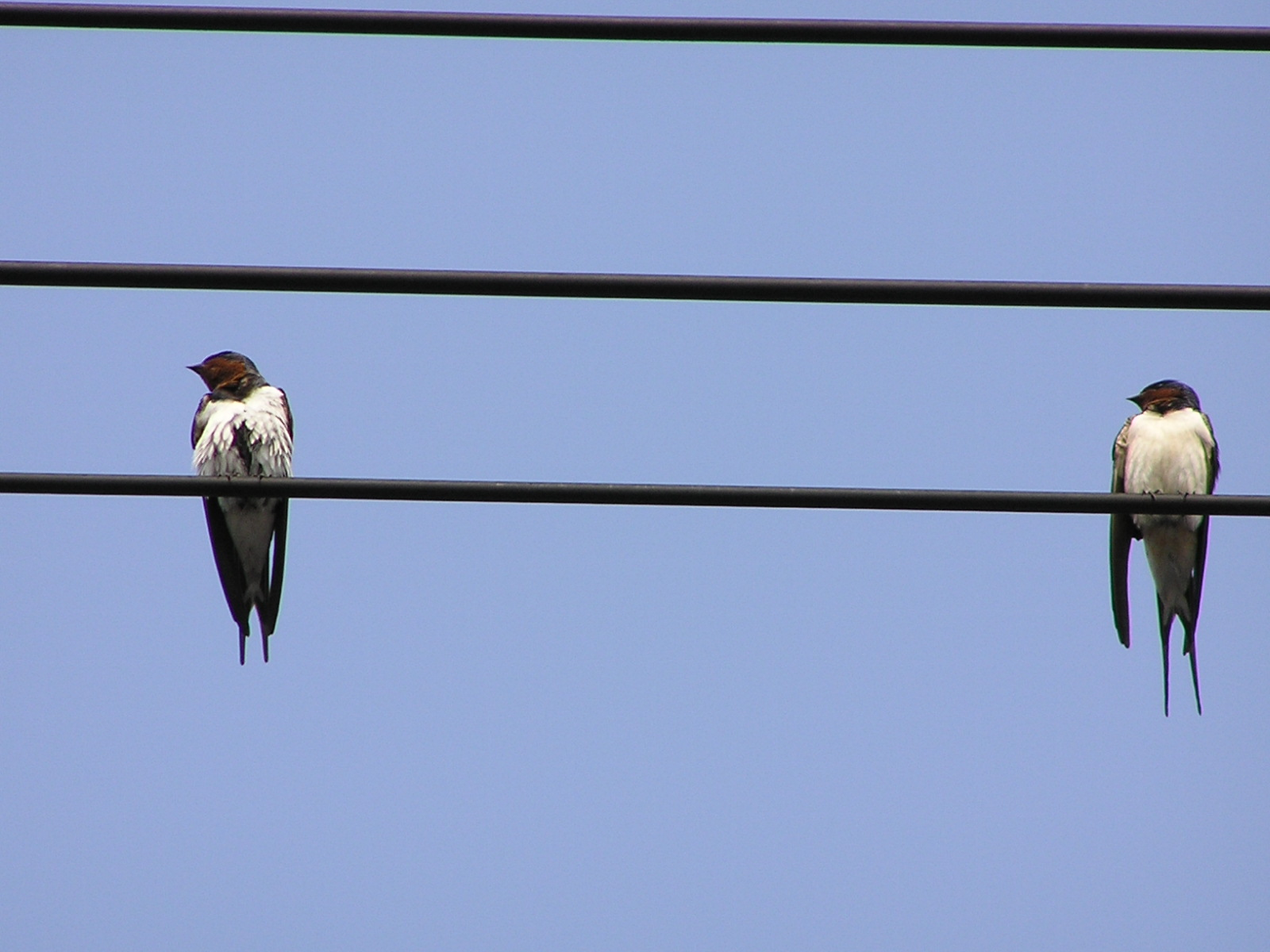
H. r. gutturalis, Japão.

- H. r. gutturalis, descrita por Giovanni Antonio Scopoli em 1786,[20] tem a barriga mais pálida e uma banda peitoral incompleta.[26] Reproduz-se na Ásia Oriental, dos Himalaias centrais e orientais até ao Japão e à Coreia; e inverna na Ásia Meridional, da Índia e Sri Lanka até à Indonésia e Nova Guiné, embora um número crescente de indivíduos inverne no norte da Austrália. Hibridiza com a H. r. tytleri na zona do rio Amur. Acredita-se que em tempos estas duas subespécies eram geograficamente separadas, mas a abundância de locais seguros para construir os ninhos proporcionada pela expansão humana levou à sobreposição das suas áreas de distribuição geográfica.[2] A H. r. gutturalis é por vezes observada no Alasca e em Washington,[27] mas é facilmente distinguida da H. r. erythrogaster pela barriga avermelhada desta última.[2]
- H. r. savignii, a subespécie residente egípcia, descrita por James Francis Stephens em 1817 e batizada em honra do zoólogo francês Marie Jules César Savigny,[28] é semelhante à H. r. transitiva, que também possui barriga alaranjada-avermelhada, mas a H. r. savignii possui uma larga banda peitoral completa e o vermelho da sua barriga é mais puro.[18]
- H. r. tytleri, descrita por Thomas Jerdon em 1864 e batizada em honra do soldado, naturalista e fotógrafo britânico Robert Christopher Tytler,[20] tem barriga de um escuro e profundo vermelho-alaranjado e uma banda peitoral negra incompleta. A cauda é também mais longa.[26] Reproduz-se na Sibéria central; e inverna no Sueste Asiático, do Bangladesh até à Tailândia e Malásia.[2]
- H. r. transitiva, descrita por Ernst Hartert em 1910,[20] possui barriga vermelha-alaranjada e uma banda peitoral incompleta. Reproduz-se no Médio Oriente, do sul da Turquia até Israel; é parcialmente residente, apesar de algumas aves invernarem na África Oriental.[2]

## Habitat e migração

### Habitat

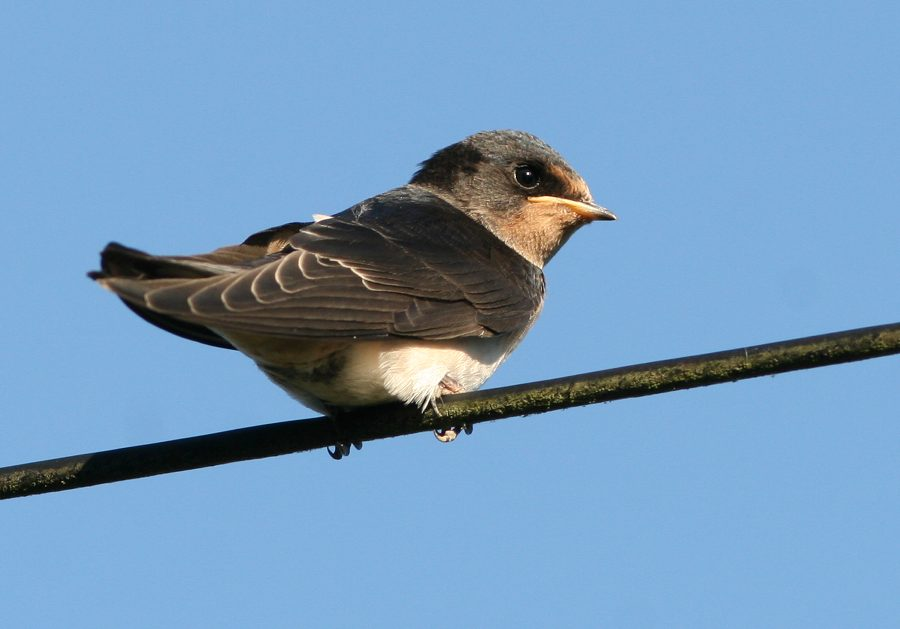
Juvenil de H. r. rustica, Cambridgeshire, Inglaterra.

Os seus habitats preferidos são campos abertos com vegetação baixa, tais como prados, pastos e campos de cultivo, de preferência junto à água. Esta espécie evita áreas escarpadas, demasiado arborizadas ou densamente urbanizadas. A presença de estruturas abertas, tais como celeiros ou estábulos, onde construir os ninhos, e locais expostos como cabos elétricos suspensos, beirais ou ramos nus para empoleiramento, também são importantes para a seleção da zona de nidificação. Tipicamente, reproduz-se no hemisfério norte até aos 2 700 m de altitude, embora possa chegar aos 3 000 m no Cáucaso e na América do Norte, estando apenas ausente dos desertos e das zonas setentrionais mais frias dos continentes. Na maioria da sua área de distribuição geográfica é uma espécie rural, sendo substituída nas áreas urbanas europeias pela andorinha-dos-beirais (Delichon urbicum). No entanto, em Honshu a andorinha-das-chaminés é uma ave mais urbana, sendo substituída pela andorinha-dáurica (Cecropis daurica) nas zonas rurais.
No inverno, a andorinha-das-chaminés é cosmopolita na sua escolha de habitat, evitando apenas florestas densas e desertos. É mais comum em campos abertos com vegetação baixa, tais como savanas e pastos, e na Venezuela, África do Sul e Trinidad e Tobago é descrita como sendo particularmente atraída por campos de cana-de-açúcar cortados ou queimados e pelo desperdício da cana. Na ausência de locais adequados para descansar durante a noite, pode por vezes usar cabos elétricos suspensos como pouso noturno, onde está mais exposta a predadores.

### Migração

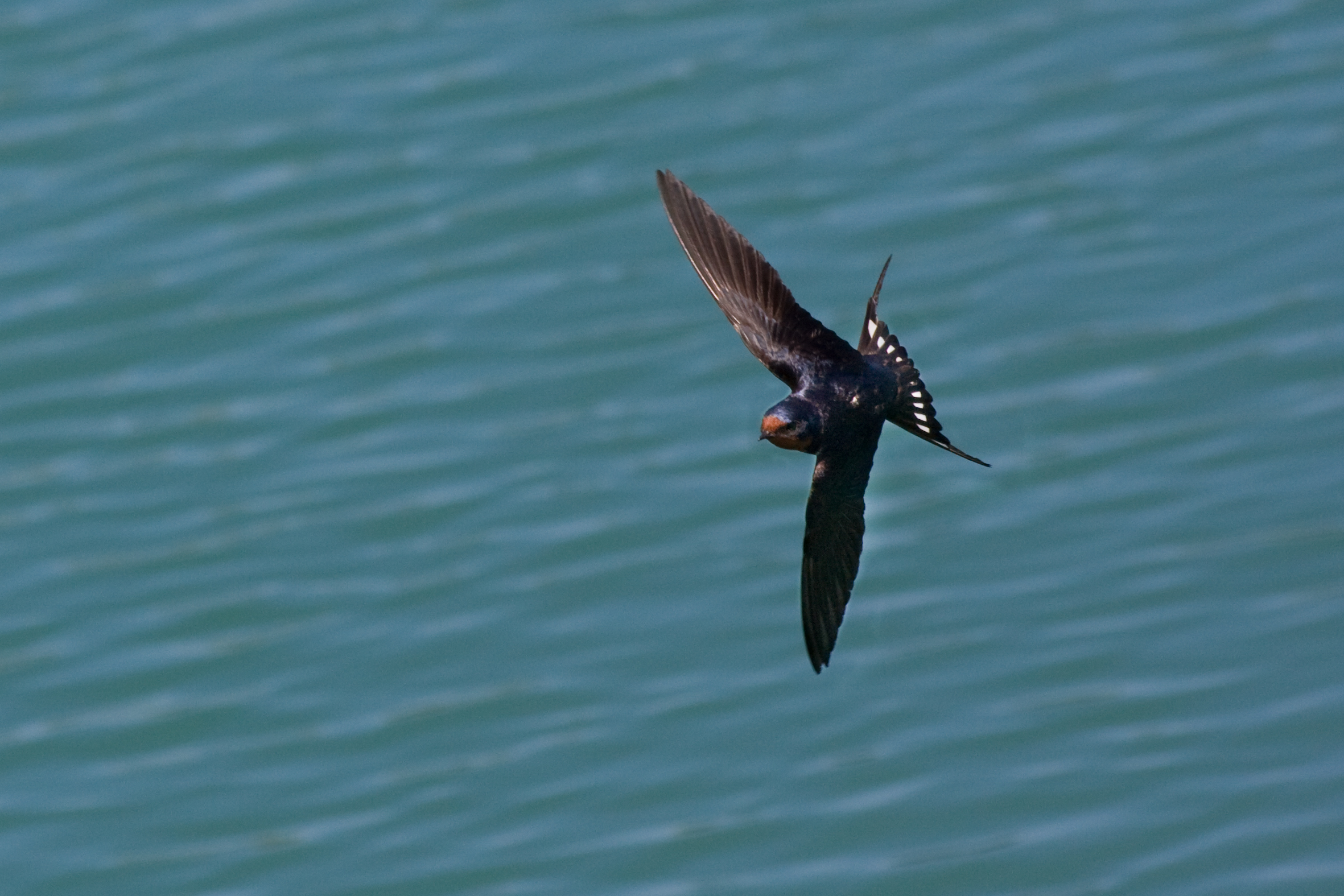
H. r. erythrogaster em voo, Chicago, Estados Unidos.

No outono, antes de iniciarem a migração, as andorinhas-das-chaminés reúnem-se em dormitórios comunais em canaviais ou, em áreas de cultivo intensivo onde estes desapareceram completamente da paisagem, em milharais. Durante o dia, dedicam-se inteiramente a caçar para constituir uma reserva de gordura para a viagem. Durante a migração, as andorinhas-das-chaminés voam de dia e a baixa altitude, o que lhes permite igualmente alimentar-se durante a viagem.
Na Europa, a andorinha-das-chaminés é uma ave migratória que se movimenta numa frente larga, o que significa que as rotas de migração das aves que nidificam na Europa não afunilam nas zonas de travessia mais curta do mar, como os estreitos de Gibraltar e do Bósforo, mas cruzam todo o Mediterrâneo e o Saara. Na América, esta espécie afunila as suas rotas de migração pela América Central numa frente estreita, pelo que durante a época de migração é muito abundante nas terras baixas de ambas as costas.
As migrações não são livres de perigo; em 1974, centenas de milhares de andorinhas ficaram retidas na Europa devido à ocorrência de temperaturas excecionalmente baixas, tendo procurado refúgio no interior das casas em busca de calor. Quando as aves começaram a morrer de frio, os ecologistas tiveram a ideia de as transportar de avião para o outro lado do Mediterrâneo, tendo conseguido salvar cerca de 470 000.

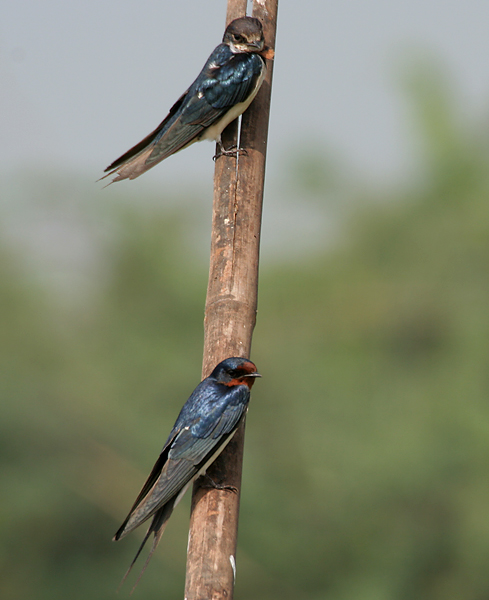
Um juvenil e um adulto, Kolleru, Andhra Pradesh, Índia.

As aves tendem a regressar ao mesmo local para invernar todos os anos, e concentram-se em dormitórios comunais em canaviais. Estes dormitórios comunais podem ser muito grandes, havendo registo de um na Nigéria com cerca de 1,5 milhões de aves. Pensa-se que este comportamento visa ser uma proteção contra os predadores, e que a chegada das aves a estes dormitórios comunais é sincronizada para confundir predadores como a Ógea-africana (Falco culverii). Os canaviais são ainda uma importante fonte de alimento antes e durante a migração; embora a andorinha-das-chaminés possa alimentar-se em voo sobre campos abertos ou corpos de água doce durante a viagem, os canaviais permitem que se estabeleçam reservas de gordura.
O fenómeno da migração das aves permaneceu desconhecido por muito tempo, e pelo menos desde Aristóteles (350 a.C.) que os cientistas acreditaram que andorinhas-das-chaminés passavam o inverno debaixo de água ou enterradas na lama, provavelmente devido ao facto destas se juntarem em dormitórios comunais nos canaviais na véspera da migração e partirem discretamente antes do nascer-do-sol. Na década de 1780, no seu livro Histoire naturelle des oiseaux, o naturalista francês Georges de Buffon foi um dos primeiros a questionar essas teorias e a sugerir que as andorinhas-das-chaminés passavam o inverno em regiões mais quentes, com abundância de insetos. A migração desta espécie entre o norte da Europa e o sul da África foi comprovada em 23 de dezembro de 1912, quando uma ave que havia sido anilhada por James Masefield (irmão do poeta John Masefield) num ninho em Staffordshire, Reino Unido, foi encontrada na província de KwaZulu-Natal, África do Sul.

Existem registos de exemplares desta espécie que nidificaram nas montanhas da Tailândia e na Argentina central em vez de regressarem ao norte. Como seria de esperar para uma espécie migradora que percorre tão grandes distâncias, já foi observada fora da sua área de nidificação habitual, como no Havaí, Bermudas, Gronelândia, Tristão da Cunha e Malvinas. Inesperadamente, análises de ADN revelaram que as andorinhas-das-chaminés da América do Norte colonizaram a região do lago Baikal na Sibéria, num movimento de dispersão contrário aos normalmente ocorridos entre a América do Norte e a Eurásia.

## Comportamento

### Alimentação

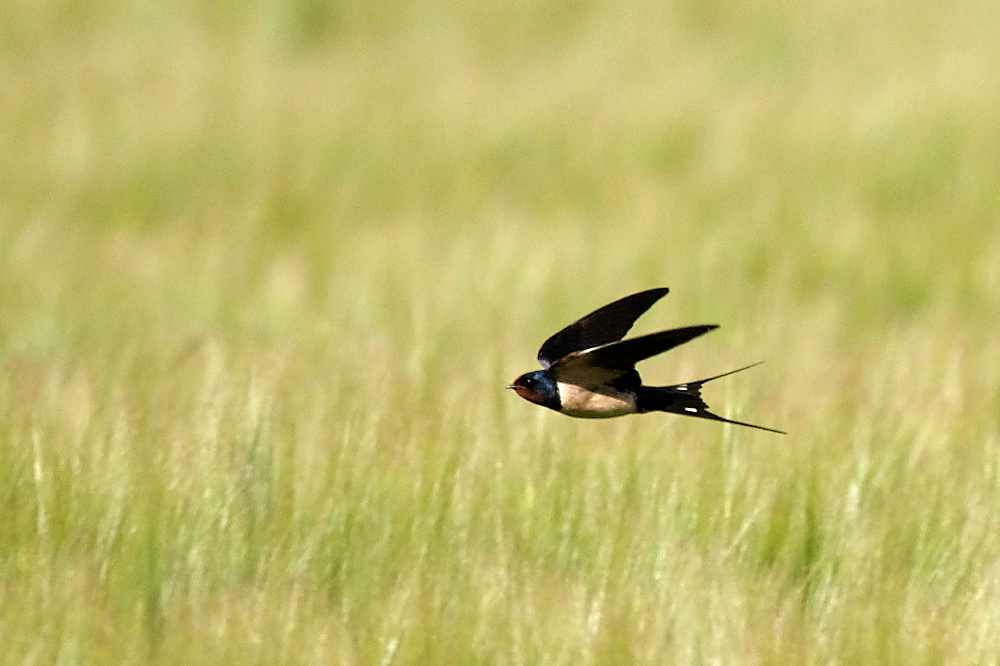
H. r. rustica caçando, Hannover, Alemanha.

A andorinha-das-chaminés é uma ave insetívora e captura os insetos de que se alimenta em pleno voo, à semelhança de outras andorinhas e dos andorinhões. Embora não seja particularmente rápida em voo, com uma velocidade média estimada de 11-14,5 m/s e uma velocidade média de batimento das asas de 5,3–6 batimentos por segundo, possui a manobrabilidade necessária para se alimentar em voo. Tipicamente, alimenta-se a uma altura média de 7–8 m em campo aberto ou sobre corpos de água doce, mas também segue arados ou animais de grande dimensão em busca de insetos postos a descoberto e ocasionalmente apanha insetos da superfície da água, paredes ou plantas. A andorinha-das-chaminés também bebe água em voo, voando junto à superfície da água de lagos ou rios e recolhendo água com o bico aberto. Esta espécie banha-se de forma similar, mergulhando na água por um instante em pleno voo.
Nas áreas de nidificação, as moscas constituem cerca de 70% da sua dieta, com os afídios constituindo também uma componente significativa. No entanto, na Europa a andorinha-das-chaminés consome menos afídios que a andorinha-dos-beirais (Delichon urbicum) e a andorinha-das-barreiras (Riparia riparia). Nas locais onde inverna, os insetos da ordem Hymenoptera, em especial as formigas voadoras, são uma importante fonte de alimento. Na época de nidificação geralmente caçam aos pares, mas frequentemente formam grandes bandos.
Estudos com isótopos mostram que durante o inverno as populações podem usar habitats diferentes para se alimentarem, com as aves que nidificam no Reino Unido a usar sobretudo pradarias, enquanto as aves que nidificam na Suíça usam sobretudo áreas arborizadas. Outro estudo mostrou que uma única população que nidifica na Dinamarca inverna em duas áreas separadas e diferentes.

### Reprodução

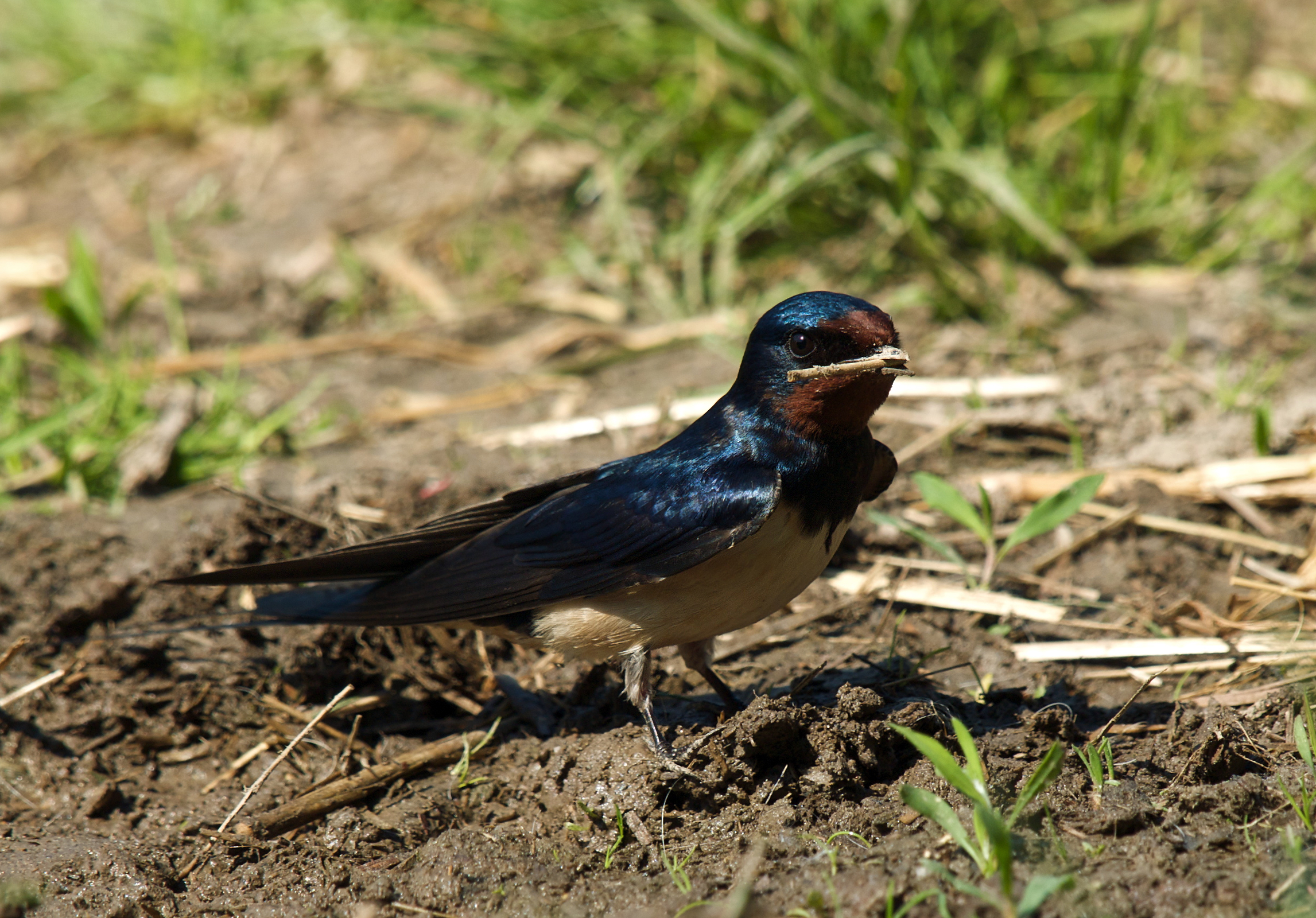
H. r. rustica recolhendo lama para a construção do ninho, Chemnitz, Alemanha.

Os machos desta espécie regressam à área geográfica de reprodução antes das fêmeas e escolhem um local para o ninho, que é então anunciado às fêmeas com um voo circular e canto. As hipóteses de sucesso do macho dependem do comprimento das suas guias caudais, sendo as fêmeas mais atraídas por guias caudais longas. Machos com guias caudais mais longas são normalmente mais resistentes a doenças e têm uma vida mais longa, pelo que as fêmeas beneficiam com este tipo de seleção, visto que maiores guias caudais indicam um indivíduo geneticamente mais forte, que produzirá descendentes mais fortes. No norte da Europa os machos possuem caudas mais longas do que no sul; enquanto que na Espanha as guias caudais dos machos são apenas 5% mais longas do que as das fêmeas, na Finlândia a diferença é de 20%. Na Dinamarca, o comprimento médio da cauda dos machos aumentou 9% entre 1984 e 2004, mas é possível que alterações climáticas futuras possam conduzir a caudas mais curtas se os verões se tornarem quentes e secos. Visto que machos com guias caudais mais longas também têm pintas brancas maiores na cauda, e que os piolhos que se alimentam de penas preferem penas brancas, grandes pintas brancas sem sinais de parasitismo também demonstram genes fortes. Existe uma relação entre o tamanho das pintas brancas na cauda e o número de descendentes produzidos em cada ano.

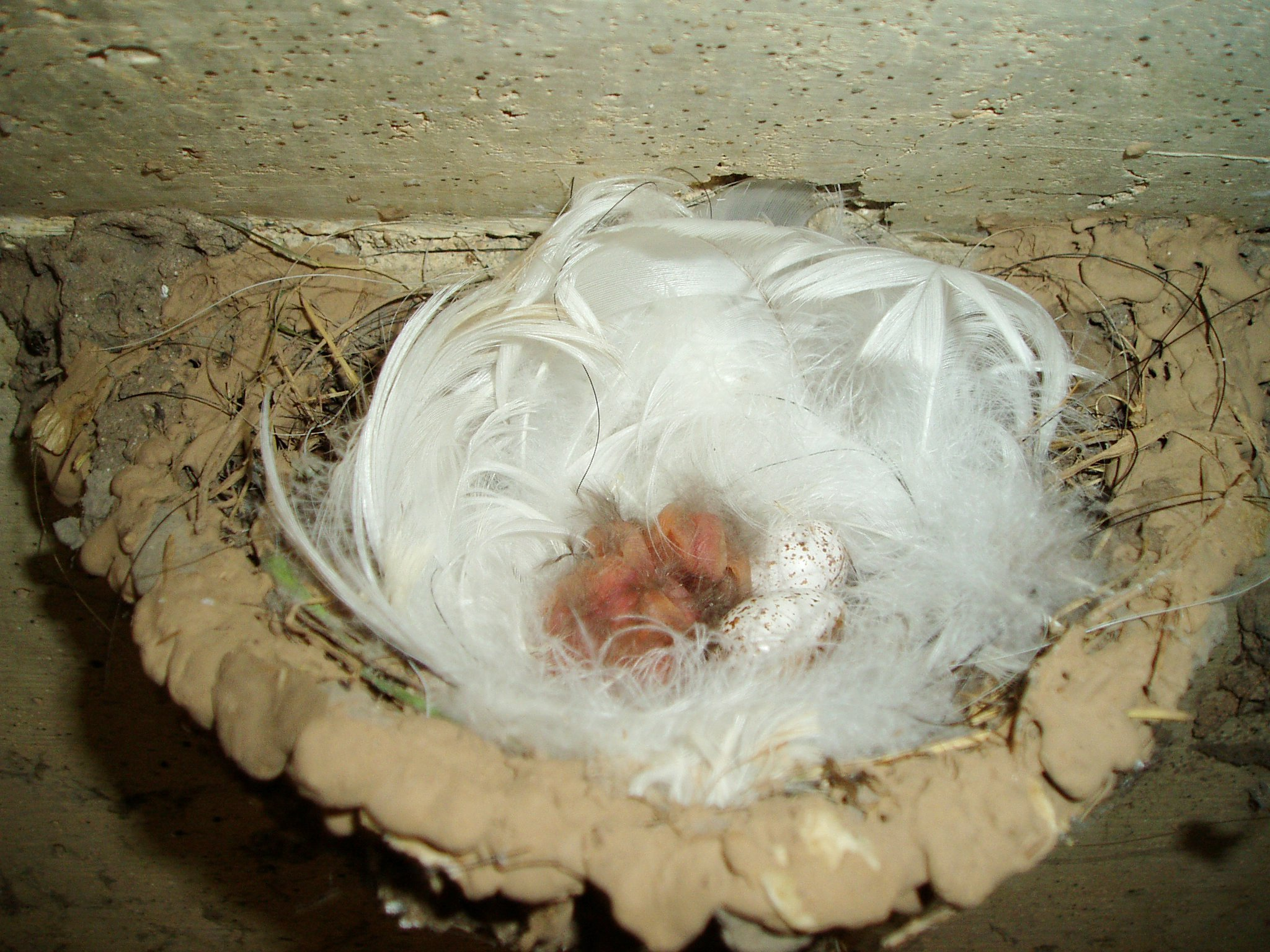
Ninho com ovos e recém-nascidos.

Originalmente, esta espécie construía os seus ninhos em falésias e cavernas, mas atualmente usa sobretudo estruturas feitas pelo homem, como celeiros, estábulos, pontes ou molhes. O ninho em forma de taça é construído sobre uma viga ou fixo a uma superfície vertical. A sua construção é levada a cabo tanto pelo pela fêmea como pelo macho - embora mais frequentemente pela fêmea - com pedaços de lama colados com saliva, e forrado com palha, ervas, penas, algas ou outros materiais macios. O pardal-doméstico (Passer domesticus), seu principal concorrente pelos locais para construir os ninhos, tenta por vezes ocupar os ninhos da andorinha-das-chaminés quando os dois progenitores estão ausentes, expulsando os seus ovos e crias. Ambos os sexos defendem o ninho, mas o macho é particularmente agressivo e territorial. A andorinha-das-chaminés pode nidificar em colónia se existirem suficientes locais de boa qualidade para construir os ninhos, e dentro da colónia cada casal defende um território com quatro a oito metros quadrados (para a subespécie europeia) ao redor do seu ninho. As colónias tendem a ser maiores na América do Norte.
Cada postura possui habitualmente quatro ou cinco ovos brancos sarapintados de vermelho, com um tamanho médio de 2 x 1,4 cm e um peso médio de 1,9 g. A incubação dura geralmente de 14 a 19 dias; na Europa é feita essencialmente pela fêmea, mas na América do Norte o macho pode incubar até 25% do tempo.

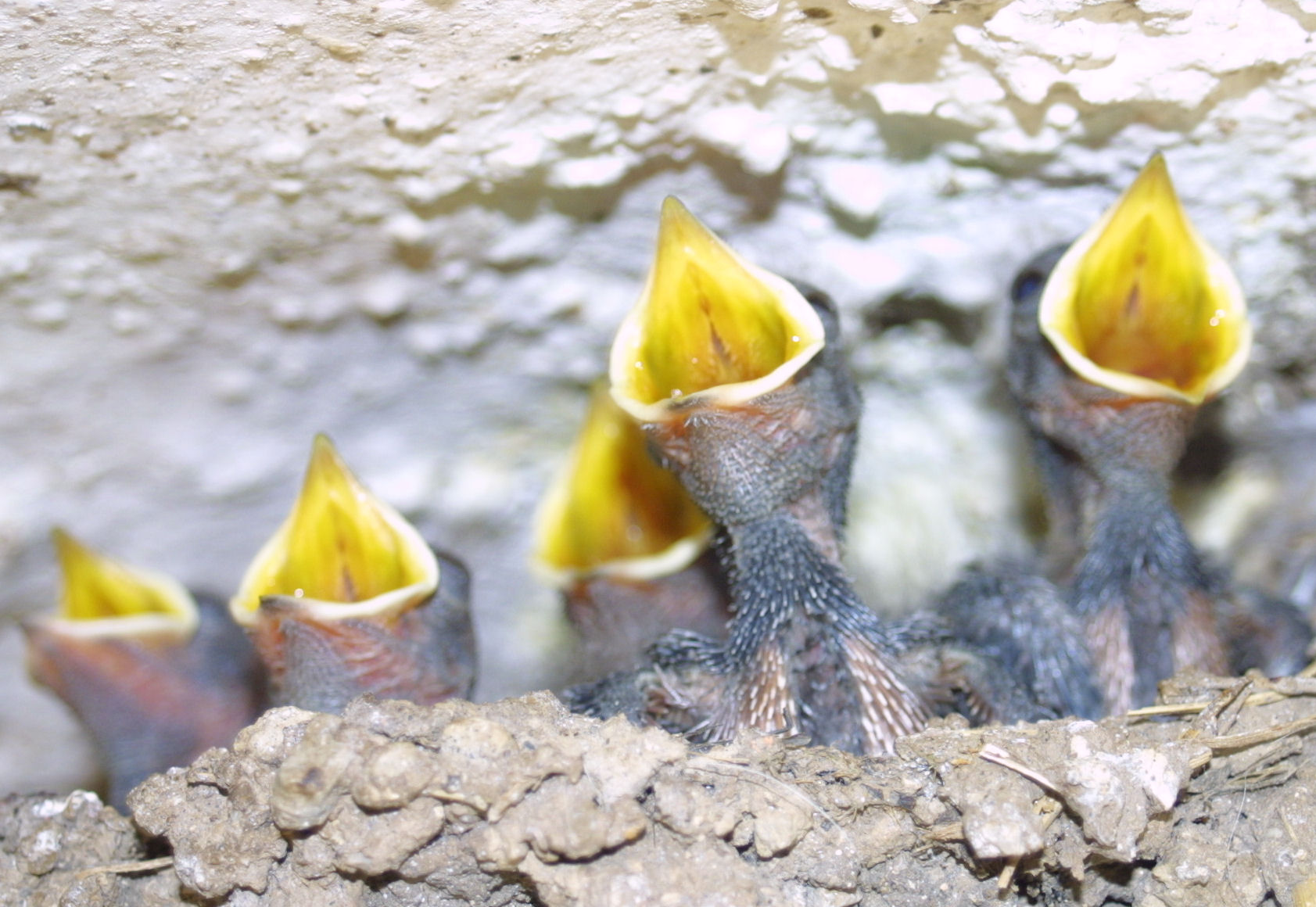
Crias de H. r. rustica no ninho, Alemanha.

As crias recém-eclodidas são altriciais e necessitam de 18 a 23 dias, dependendo das condições atmosféricas, para abandonar o ninho. O interior da garganta das crias é proeminente vermelha, uma característica conhecida por induzir a alimentação por parte dos progenitores. Um estudo francês revelou que a intensidade do interior da cor da garganta das crias está positivamente correlacionada com a imunocompetência mediada por células T, e que ninhadas maiores e a injeção de um antigénio levam a que a cor seja menos intensa. Os progenitores continuam a alimentar os juvenis durante cerca de uma semana após estes saírem o ninho. Ocasionalmente, aves da primeira ninhada ajudam os progenitores a alimentar a segunda ninhada.
Existem normalmente duas ninhadas por ano. O mesmo ninho é utilizando para a segunda ninhada, e será reparado e usado novamente nos anos seguintes. Com as devidas reparações anuais, é comum que um ninho sobreviva 10-15 anos, mas há registo de um ninho que foi ocupado durante 48 anos.

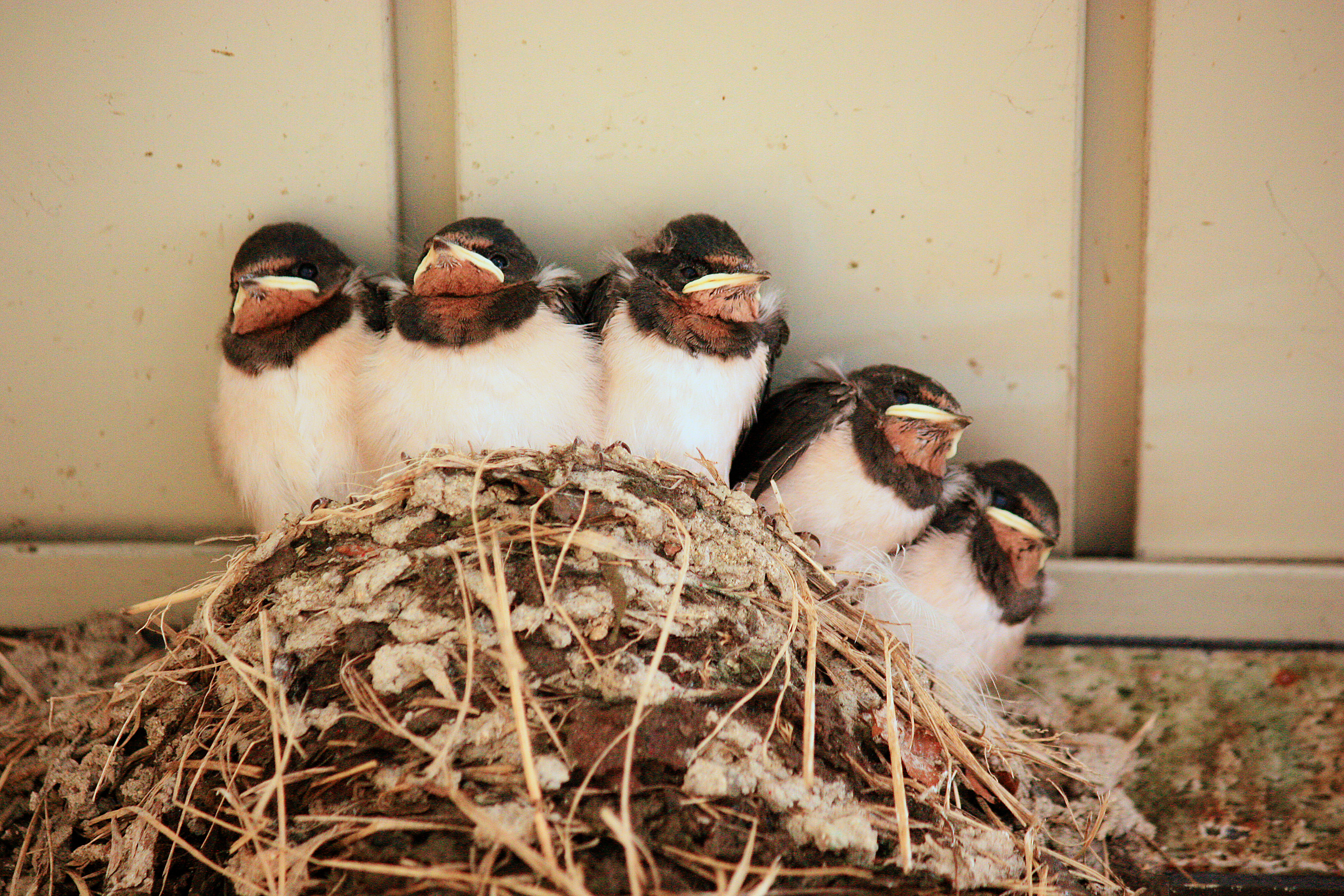
Juvenis de H. r. gutturalis no ninho, Japão.

O sucesso da incubação é de 90% e a taxa de sobrevivência entre as crias ronda os 70-90%. A taxa de mortalidade é de 70-80% durante o primeiro ano de vida e de 40-70% para os adultos. Embora haja registos de indivíduos com mais de onze anos de idade, a maioria sobrevive menos de quatro anos.
Os casais desta espécie ficam juntos para toda a vida, mas as cópulas extra-par são comuns, tornando esta espécie geneticamente poligâmica apesar de socialmente monogâmica. Os machos guardam ativamente as fêmeas para evitar que elas sejam infiéis, chegando mesmo a usar vocalizações de alarme enganadoras para impedir tentativas de cópulas extra-par com a sua companheira.

Existem registos do nascimento de híbridos interespecíficos com a andorinha-de-dorso-acanelado (Petrochelidon pyrrhonota) e a Petrochelidon fulva na América do Norte, e com a andorinha-dos-beirais (Delichon urbicum) na Europa. Este último ocorre regularmente, sendo o mais comum cruzamento interespecífico entre passeriformes, conduzindo a sugestões de que o género Delichon não é suficientemente afastado em termos genéticos do género Hirundo para ser considerado um género separado.

## Ameaças naturais

### Predadores

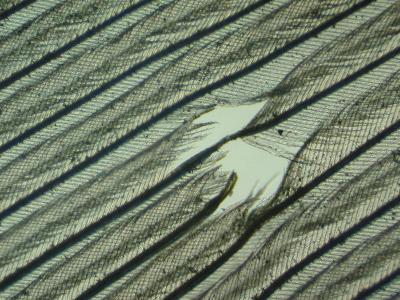
Buraco numa pena da cauda, indicador da existência de piolhos.

As andorinhas-das-chaminés adultas têm poucos predadores, mas algumas são caçadas por morcegos predadores como o Megaderma lyra, e por aves de rapina, como gaviões, falcões e corujas, em especial o falcão-peregrino (Falco peregrinus) e a ógea-africana (Falco cuvierii). Pensa-se que a concentração das aves em dormitórios comunais nos locais onde inverna visa ser uma proteção contra os predadores, e que a chegada das aves a estes dormitórios comunais é sincronizada com o objetivo de os confundir. Durante a nidificação, as andorinhas-das-chaminés mobilizam-se em grupo contra predadores que se aproximem demasiado do seu ninho, como arganazes, gatos, furões ou aves de rapina, frequentemente voando muito próximo à ameaça. Na América do Norte, frequentemente criam relações mutualistas com a águia-pesqueira (Pandion haliaetus); as andorinhas constroem os seus ninhos debaixo do ninho destas últimas, ficando protegidas de outras aves de rapina que são repelidas pelas águias-pesqueiras que, por seu lado, são alertadas para a presença desses predadores pelas vocalizações de alarme das andorinhas.

### Parasitas
As andorinhas-das-chaminés e outros pássaros exibem frequentemente buracos nas penas das asas e da cauda. Alguns estudos sugerem que estes buracos são causados por piolhos aviários da família Menoponidae, como o Machaerilaemus malleus e o Myrsidea rustica, mas outros sugerem que são principalmente causados por espécies do género Brueelia. Existem diversas outras espécies de piolhos identificadas que usam a andorinha-das-chaminés como hospedeiro, incluindo a Brueelia domestica e o Philopterus microsomaticus. No Texas, o percevejo Oeciacus vicarius, que é comum em espécies como a andorinha-de-dorso-acanelado (Petrochelidon pyrrhonota), também é conhecido por infestar as andorinhas-das-chaminés.
Parasitismo de ninhada por aves do género Molothrus (na América do Norte) ou por cucos (na Europa) é raro.

## Estado de conservação

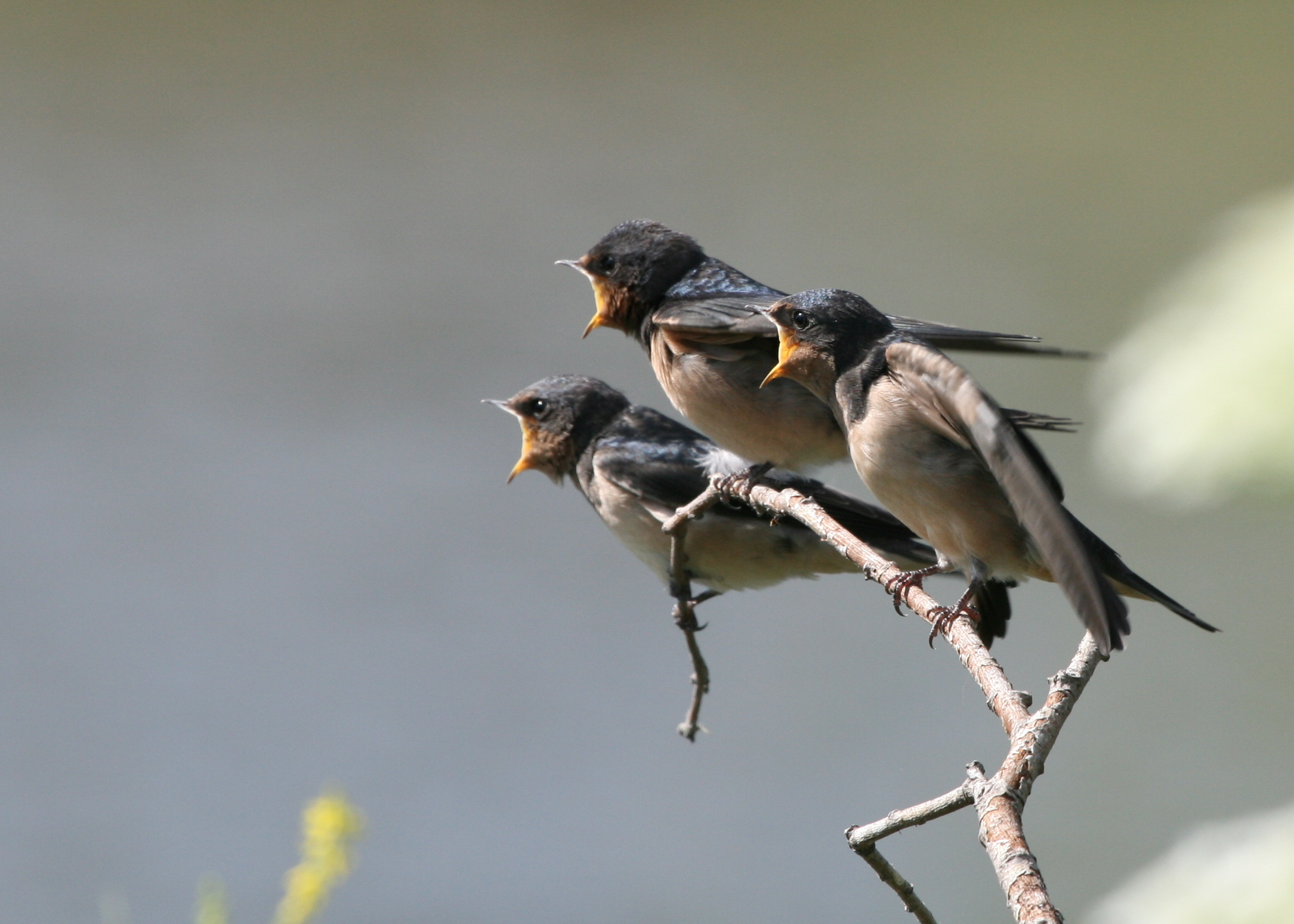
Juvenis de H. r. erythrogaster à espera de ser alimentados, Toronto, Canadá.

A andorinha-das-chaminés tem uma área de distribuição geográfica estimada de 51,7 milhões de km², e possui uma população global estimada de 190 milhões de indivíduos, incluindo mais de 16 milhões de pares na Europa. A tendência global da população é desconhecida, mas existem indícios de flutuações locais. No entanto, não se considera que a espécie se encontre em declínio segundo os critérios definidos pela União Internacional para a Conservação da Natureza e dos Recursos Naturais (IUCN). Por esses motivos, foi avaliada como Pouco preocupante na Lista Vermelha da IUCN de 2009, e não tem estatuto especial ao abrigo da Convenção sobre o Comércio Internacional das Espécies da Fauna e da Flora Silvestres Ameaçadas de Extinção (CITES), que regula o comércio internacional de espécimes de plantas e animais selvagens. Em Portugal, está classificada como Pouco preocupante.
As populações podem flutuar localmente por uma série de motivos. Registaram-se declínios locais devido à competição com os pardais-domésticos (Passer domesticus) pelos locais para construir os ninhos nos Estados Unidos durante o século XIX e ao uso de DDT em Israel na década de 1950. Atualmente, os números indicam uma tendência decrescente na Europa e na Ásia devido ao uso de pesticidas e à intensificação da agricultura, que reduzem a quantidade de insetos de que se alimenta. Por outro lado, devido à expansão humana houve um aumento da população de andorinhas-das-chaminés na América do Norte durante o século XX, graças à maior disponibilidade de locais para construir os ninhos e ao aumento da sua área de distribuição geográfica, incluindo a colonização do norte da província de Alberta, no Canadá.

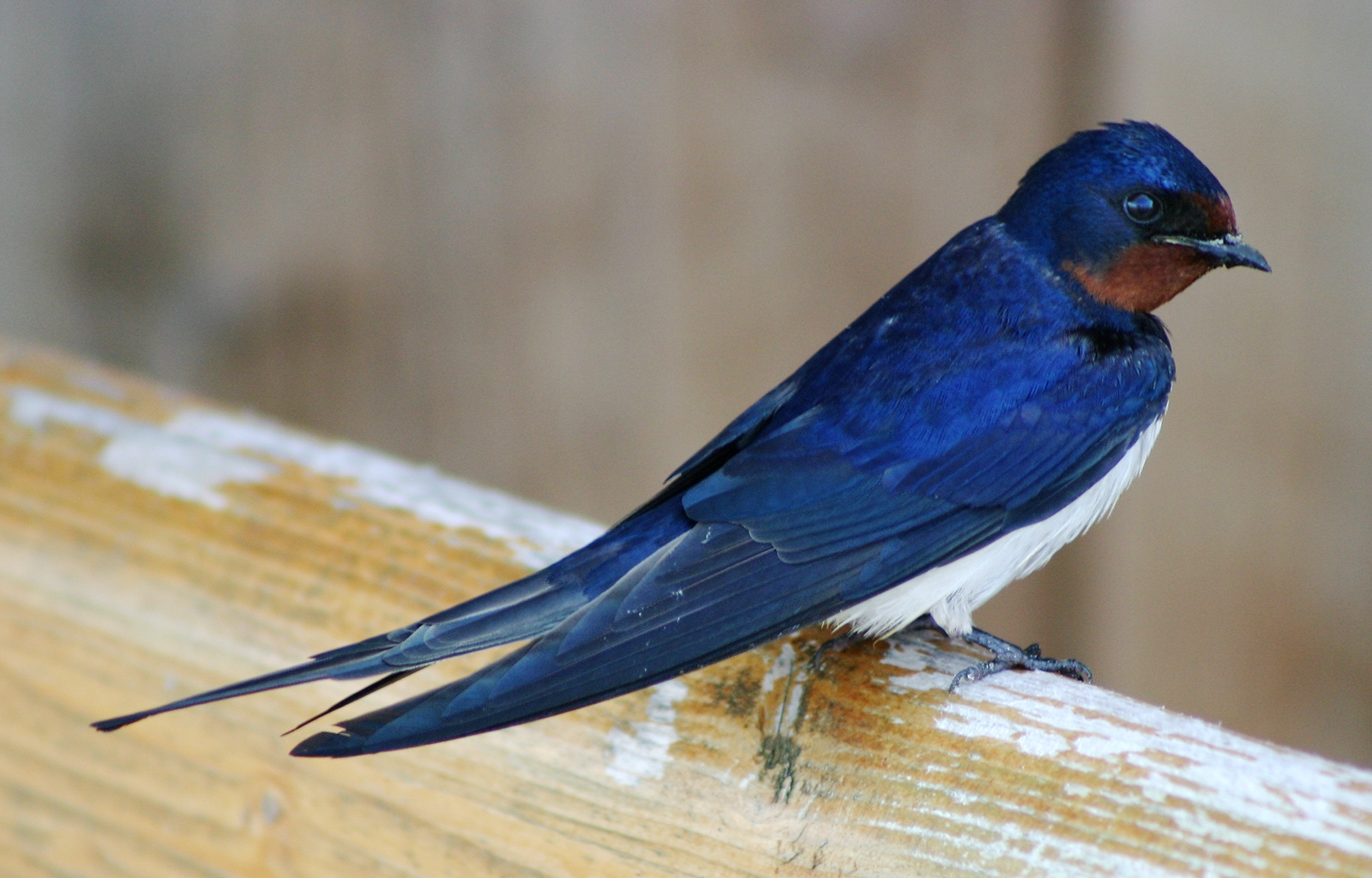
H. r. rustica, Bygholm, Dinamarca.

Uma ameaça específica à população europeia de andorinhas-das-chaminés foi a decisão do governo sul-africano em transformar um aeródromo perto de Durban num aeroporto internacional para a Copa do Mundo FIFA de 2010. O canavial de Mount Moreland, com cerca de 250 m², é um dormitório comunal para mais de três milhões de aves desta espécie - mais de 1% da população mundial e de 8% dos indivíduos que nidificam na Europa. O canavial está localizado na trajetória de voo dos aviões, e receou-se que seria desbravado visto que as aves podem ameaçar a segurança das aeronaves. No entanto, após uma avaliação detalhada, foi decidido instalar um avançado sistema de radar que permitirá avisar os aviões da movimentação das aves e, se necessário, tomar as medidas necessárias para evitar os bandos.

As alterações climáticas também podem vir a afetar esta espécie. A escassez de água provoca perda de peso e atrasa o crescimento das penas, e a expansão do deserto do Saara vai torná-lo num obstáculo ainda mais formidável para as aves que nidificam na Europa. Por outro lado, primaveras mais quentes podem aumentar a época de nidificação e resultar num maior número de crias, e a oportunidade de construir ninhos a norte da área de distribuição geográfica atual também pode conduzir ao aumento do número de crias.

## Relação com o homem

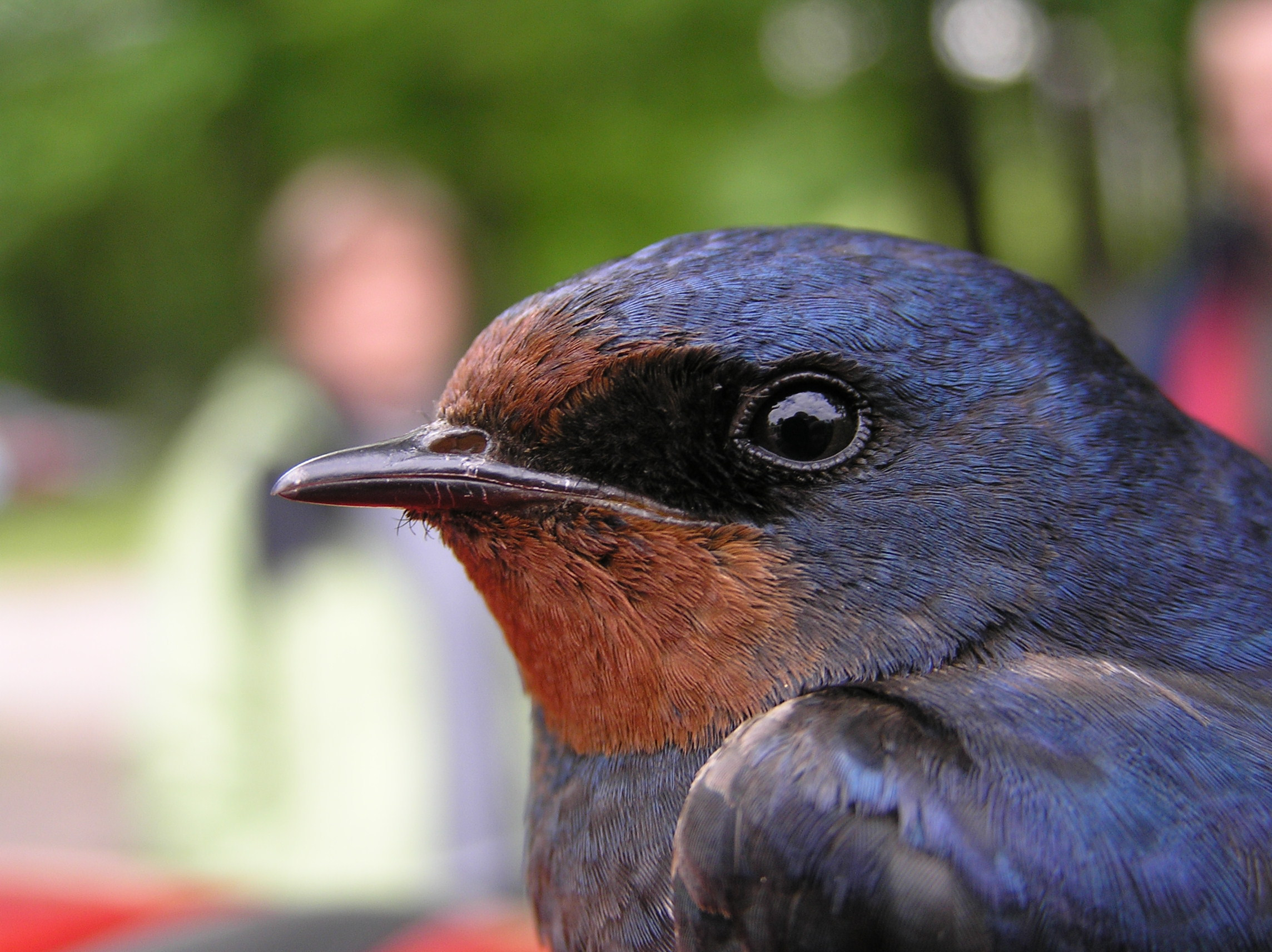
H. r. rustica, Białowieża, Polónia.

Historicamente, esta espécie beneficiou grandemente com o derrube das florestas, que criou os habitats abertos que prefere, e com as construções humanas, que criaram uma abundância de locais seguros para construir ninhos. A andorinha-das-chaminés é uma ave atraente que se alimenta de insetos voadores, pelo que a sua presença é de forma geral tolerada quando usa as construções humanas para fazer os seus ninhos. No entanto, a acumulação de dejetos por baixo destes pode ser um incómodo e levar à sua destruição. Esta situação pode ser facilmente resolvida montando uma tábua ou um tabuleiro sob o ninho, ou instalando ninhos artificiais.
No Velho Mundo, esta espécie parece usar estruturas feitas pelo homem para nidificar desde tempos imemoriais. Uma das referências mais antigas aparece na obra de Virgílio, Geórgicas IV (29 a.C.): "…garrula quam tignis nidum suspendat hirundo" ("…a andorinha chilreante pendura o seu ninho nas traves do telhado"). No Novo Mundo, pensa-se que as andorinhas-das-chaminés começaram a fixar os seus ninhos às habitações dos povos nativos dos Estados Unidos no início do século XIX, e que a subsequente expansão humana na América do Norte resultou num grande aumento da população desta espécie no continente americano.

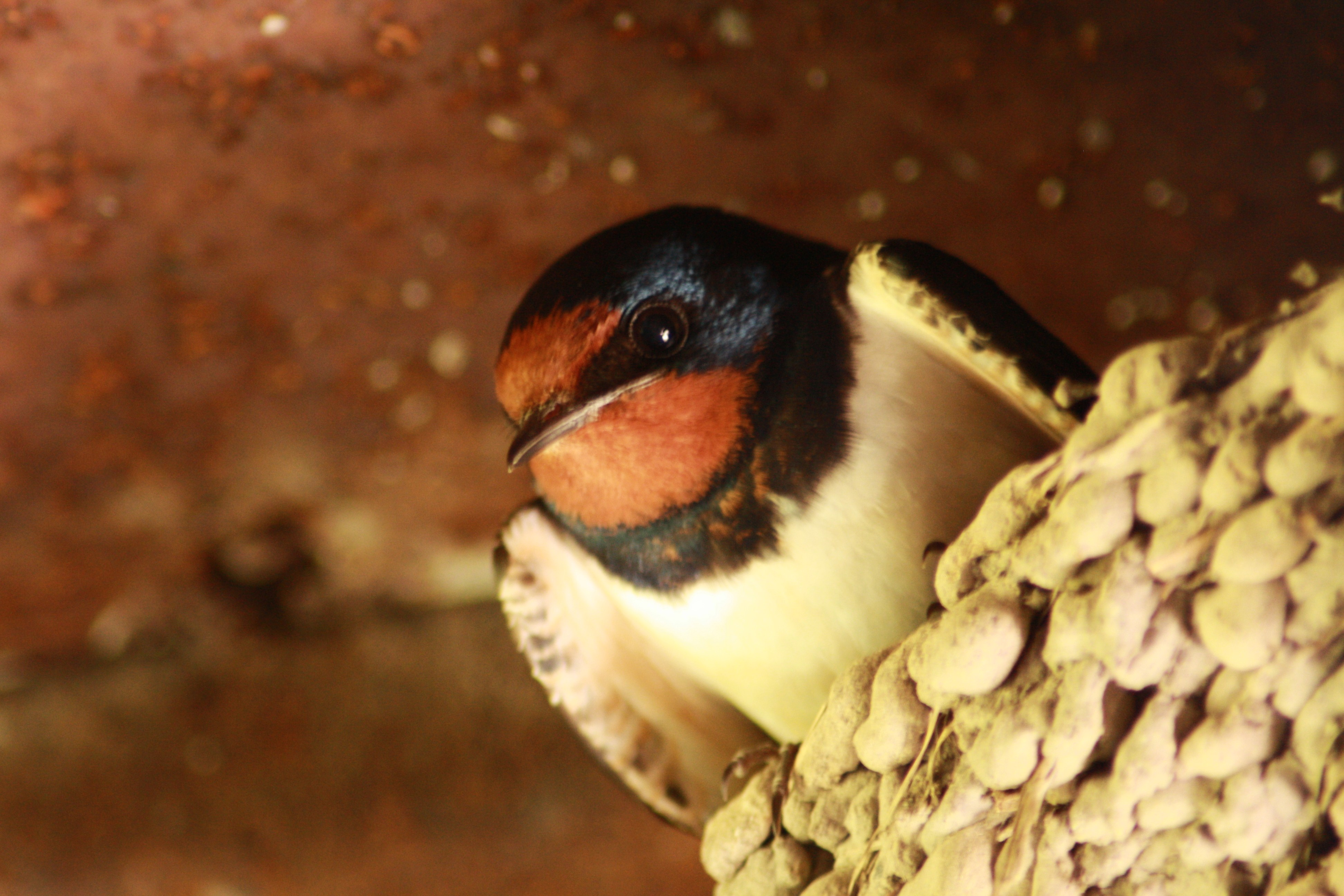
Juvenil de H. r. rustica no ninho, Estónia.

Muitos fazendeiros acreditam que as andorinhas espalham bactérias do género salmonella, mas um estudo recente realizado na Suécia indica que não há indícios de que estas aves sejam reservatórios para esse tipo de bactéria. Desde o ano de 2004 que o medo gerado pela gripe das aves levou à destruição de muitos ninhos de andorinha. Para além de proibidos por lei, estes atos são muito provavelmente inúteis, visto que a quase totalidade dos casos documentados desta doença em humanos se deveu a contacto com aves domésticas infetadas, e que o risco de contrair a gripe das aves por contacto com aves selvagens é mínimo. Na verdade, estes atos poderão até ser contraprodutivos, na medida em que as andorinhas são predadores naturais dos mosquitos e das moscas, frequentes vetores de transmissão de doenças.

Importa referir que a andorinha-das-chaminés, tal como outras espécies de aves migradoras, encontra-se protegida pela Convenção de Berna, da qual são signatários o Conselho da Europa, a União Europeia e diversos países africanos, pelo que os seus ninhos não devem ser destruídos.

## Na cultura e na literatura

### Na cultura

Brasão de Ricardo II de Inglaterra, contendo cinco merletas.

Como uma das primeiras aves migratórias a regressar à área de nidificação, esta espécie é vista como um sinal do início da primavera. A origem do provérbio "Uma andorinha não faz a primavera", sobre a necessidade de ter mais do que uma evidência sobre um determinado assunto, recua pelo menos até à obra de Aristóteles, Ética a Nicómaco: "Tal como uma andorinha ou um dia não faz a primavera, um dia ou um curto espaço de tempo não faz um homem afortunado ou feliz."
As andorinhas são conhecidas por fazer longas viagens e regressar às mesmas áreas todos os anos, pelo que são populares entre os marinheiros como um símbolo de regresso seguro. Segundo a tradição, uma tatuagem em forma de andorinha representa que um marinheiro já navegou mais de 5 000 mn (9 260 km); uma segunda é adicionada após as 10 000 mn (11 510 km).

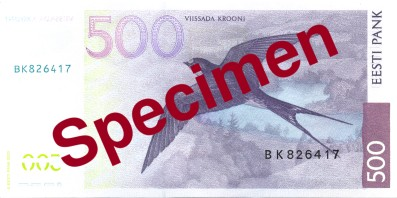
Hirundo rustica numa nota de.

O merleta, frequentemente considerado como uma referência às andorinhas, é uma ave mítica com pequenos tufos de penas em vez de patas usada em heráldica, como a marca de brisura do quarto filho de uma família nobre. É representado sem patas pois essa era a crença generalizada da época, denotando a incapacidade de aterrar, o que provavelmente explica a sua ligação a um filho mais novo, sem direito a terras. Também representa a rapidez.
No passado, a tolerância devido aos seus hábitos insetívoros foi reforçada por superstições acerca do seu ninho. Acreditava-se que danificar o seu ninho podia levar as vacas a produzirem leite com sangue, ou a não produzirem nenhum, e às galinhas deixarem de pôr ovos. Na Galiza é popular a lenda segundo a qual uma andorinha-das-chaminés aliviou o sofrimento de Jesus durante o Calvário ao arrancar alguns dos espinhos da sua coroa, e na Estónia existe a crença de que quem matar uma ficará cego.
Como resultado de uma campanha levada a cabo por ornitólogos estónios, a andorinha-das-chaminés tornou-se na ave nacional da Estónia em 23 de junho de 1960.

### Na literatura
Existem muitas referências literárias à migração das andorinhas para norte como sinal do início da primavera ou verão. A andorinha-das-chaminés simboliza a chegada da primavera e por conseguinte do amor no Pervigilium Veneris, um poema latino do século IV. Em The Waste Land, T. S. Eliot citou a frase "Quando fiam uti chelidon [ut tacere desinam]?" ("Quando serei eu como a andorinha, para que possa deixar de ser silencioso?"), referindo-se a uma versão do mito de Filomela, no qual ela é transformada num rouxinol e a sua irmã Progne numa andorinha; em versões menos conhecidas do mito, as duas espécies são trocadas. Por outro lado, a imagem da concentração das andorinhas para a sua migração para sul fecha a ode To Autumn, de John Keats.
O naturalista inglês Gilbert White estudou a andorinha-das-chaminés em detalhe na sua obra pioneira, The Natural History and Antiquities of Selborne, mas mesmo este observador meticuloso não tinha a certeza se esta espécie migrava ou hibernava durante o inverno.

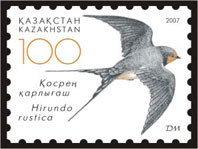
Hirundo rustica num selo do Cazaquistão.

Existem menções à andorinha-das-chaminés na Bíblia, embora pareça provável que seja confundida em muitas traduções com os andorinhões ou com outras espécies de andorinha que nidificam em Israel. No entanto, é provável que «O pardal encontrou casa, e a andorinha, ninho para si, onde acolha os seus filhotes» (Salmos 84:3) se refira à andorinha-das-chaminés.

A andorinha-das-chaminés é ainda citada em várias peças de William Shakespeare pela rapidez do seu voo; por exemplo: "True hope is swift, and flies with swallow's wings…" ("A verdadeira esperança é veloz, e voa com asas de andorinha…") do 5º Ato de Richard III, e "And I have horse will follow where the game Makes way, and run like swallows o'er the plain." ("E eu tenho cavalo que seguirá até onde a caça vive, e corre como andorinhas sobre a planície.") do 2º Ato de Titus Andronicus. Shakespeare também associa as andorinhas à alegria da primavera no 4º Ato da comédia The Winter's Tale: "Daffodils, That come before the swallow dares, and take The winds of March with beauty;" ("Narcisos, que vêm antes da andorinha se atrever, e recebem os ventos de março com beleza;").